# Los Andes San Juan
Los Andes – były piłkarski klub argentyński z siedzibą w mieście San Juan, stolicy prowincji San Juan.

## Osiągnięcia
- Udział w mistrzostwach Argentyny Nacional (1): 1977
- Mistrz prowincjonalnej ligi Liga Sanjuanina de Fútbol (5): 1939 Oficial, 1958 Oficial, 1959 Oficial, 1962 Oficial, 1971 Iniciación

## Historia
Klub założony został w 1913 roku. Dnia 10 marca 1980 roku Los Andes po połączeniu się z miejscowym klubem Independiente utworzył nowy klub Club Atlético Trinidad. Szczytowym osiągnięciem w historii Los Andes był udział w pierwszej lidze argentyńskiej turnieju Nacional w roku 1977.